# Diretor-geral dos Correios dos Estados Unidos
O diretor-geral dos Correios dos Estados Unidos (em inglês:  United States Postmaster General) é o chefe executivo do Serviço Postal dos Estados Unidos. O cargo, de uma forma ou de outra, é mais antigo do que a Constituição e a Declaração da Independência dos Estados Unidos. Benjamin Franklin foi nomeado pelo Congresso Continental como o primeiro diretor-geral dos Correios, permanecendo um pouco mais de quinze meses no cargo.
Até 1971, o diretor-geral dos Correios era o chefe do Departamento dos Correios (ou simplesmente "Correios" até a década de 1820). De 1829 a 1971, ele era um membro do gabinete do presidente dos Estados Unidos.
O posto de gabinete de diretor-geral dos Correios foi muitas vezes dado ao novo gerente da campanha do presidente ou outro partidário politicamente importante, e era considerado uma espécie de sinecura. O diretor-geral dos Correios era o encarregado de distribuir cargos institucionais e posições de poder aos membros do partido político do governo e simpatizantes, e era uma posição de poder que detinha muita influência dentro do partido. Por exemplo, James Farley usou sua posição como diretor-geral dos Correios durante a administração New Deal de Franklin D. Roosevelt para recompensar partidos leais dentro do Congresso que apoiaram a legislação dos primeiros "100 dias" de Roosevelt com o patrocínio federal para seus estados. As nomeações federais, com exceção de poucas, eram selecionadas por Farley antes que o presidente pudesse aprovar as nomeações, devido à posição de patrocínio do diretor-geral dos Correios.
Em 1971, o Departamento dos Correios foi reorganizado dentro do Serviço Postal dos Estados Unidos, uma agência especial independente do Poder executivo. Assim, o diretor-geral dos Correios não é mais um membro do gabinete e não concorre mais à sucessão presidencial.
Durante a Guerra de Secessão, o Departamento dos Correios dos Estados Confederados da América prestou o serviço de correio para os Estados Confederados, chefiado pelo diretor-geral dos Correios, John Henninger Reagan.
O atual diretor-geral dos Correios é também conhecido como o "Diretor executivo" do Serviço Postal dos Estados Unidos.
Depois do presidente dos Estados Unidos, o diretor-geral dos Correios é o mais bem pago funcionário do governo dos Estados Unidos, ganhando 245.000 dólares por ano.

## Diretores-gerais dos Correios subordinados ao Congresso Continental
| # | Foto | Nome              | Mandato               | Mandato |
| # | Foto | Nome              | Início                | Término |
| - | ---- | ----------------- | --------------------- | ------- |
| 1 |      | Benjamin Franklin | 26 de julho de 1775   | 1776    |
| 2 |      | Richard Bache     | 7 de novembro de 1776 | 1782    |
| 3 |      | Ebenezer Hazard   | 28 de janeiro de 1782 | 1789    |

## Diretores-gerais dos Correios subordinados à Constituição dos Estados Unidos, 1789–1829
| # | Foto | Nome                 | Estado de residência | Mandato                 | Mandato              | Presidência na qual o mandato foi realizado |
| # | Foto | Nome                 | Estado de residência | Início                  | Término              | Presidência na qual o mandato foi realizado |
| - | ---- | -------------------- | -------------------- | ----------------------- | -------------------- | ------------------------------------------- |
| 4 |      | Samuel Osgood        | Nova Iorque          | 26 de setembro de 1789  | agosto de 1791       | Washington                                  |
| 5 |      | Timothy Pickering    | Pensilvânia          | 12 de agosto de 1791    | 1 de janeiro de 1795 | Washington                                  |
| 6 |      | Joseph Habersham     | Geórgia              | 25 de fevereiro de 1795 | 1801                 | Washington, Adams, Jefferson                |
| 7 |      | Gideon Granger       | Connecticut          | 28 de novembro de 1801  | março de 1814        | Jefferson, Madison                          |
| 8 |      | Return J. Meigs, Jr. | Ohio                 | 17 de março de 1814     | 26 de junho de 1823  | Madison, Monroe                             |
| 9 |      | John McLean          | Ohio                 | 26 de junho de 1823     | 4 de março de 1829   | Monroe, J. Q. Adams                         |

### Diretores-gerais dos Correios em nível de gabinete
| #  | Foto | Nome                      | Estado de residência | Mandato                 | Mandato                | Presidência na qual o mandato foi realizado |
| #  | Foto | Nome                      | Estado de residência | Início                  | Término                | Presidência na qual o mandato foi realizado |
| -- | ---- | ------------------------- | -------------------- | ----------------------- | ---------------------- | ------------------------------------------- |
| 10 |      | William T. Barry          | Kentucky             | 9 de março de 1829      | 10 de abril de 1835    | Jackson                                     |
| 11 |      | Amos Kendall              | Massachusetts        | 1 de maio de 1835       | maio de 1840           | Jackson, Van Buren                          |
| 12 |      | John Milton Niles         | Connecticut          | 19 de maio de 1840      | 4 de março de 1841     | Van Buren                                   |
| 13 |      | Francis Granger           | Nova Iorque          | 6 de março de 1841      | 18 de setembro de 1841 | W. H. Harrison, Tyler                       |
| 14 |      | Charles A. Wickliffe      | Kentucky             | 13 de setembro de 1841  | 4 de março de 1845     | Tyler                                       |
| 15 |      | Cave Johnson              | Tennessee            | 6 de março de 1845      | 4 de março de 1849     | Polk                                        |
| 16 |      | Jacob Collamer            | Vermont              | 8 de março de 1849      | 22 de julho de 1850    | Taylor                                      |
| 17 |      | Nathan K. Hall            | Nova Iorque          | 23 de julho de 1850     | 31 de agosto de 1852   | Fillmore                                    |
| 18 |      | Samuel Dickinson Hubbard  | Connecticut          | 31 de agosto de 1852    | 7 de março de 1853     | Fillmore                                    |
| 19 |      | James Campbell            | Pensilvânia          | 4 de março de 1853      | 4 de março de 1857     | Pierce                                      |
| 20 |      | Aaron V. Brown            | Tennessee            | 6 de março de 1857      | 8 de março de 1859     | Buchanan                                    |
| 21 |      | Joseph Holt               | Kentucky             | 9 de março de 1859      | 31 de dezembro de 1860 | Buchanan                                    |
| 22 |      | Horatio King              | Maine                | 12 de fevereiro de 1861 | 7 de março de 1861     | Buchanan                                    |
| 23 |      | Montgomery Blair          | Maryland             | 5 de março de 1861      | 24 de setembro de 1864 | Lincoln                                     |
| 24 |      | William Dennison, Jr.     | Ohio                 | 24 de setembro de 1864  | 25 de julho de 1866    | Lincoln, A. Johnson                         |
| 25 |      | Alexander Randall         | Wisconsin            | 25 de julho de 1866     | 4 de março de 1869     | A. Johnson                                  |
| 26 |      | John Creswell             | Maryland             | 5 de março de 1869      | 22 de junho de 1874    | Grant                                       |
| 27 |      | James William Marshall    | Pensilvânia          | 3 de julho de 1874      | 24 de agosto de 1874   | Grant                                       |
| 28 |      | Marshall Jewell           | Connecticut          | 24 de agosto de 1874    | 12 de julho de 1876    | Grant                                       |
| 29 |      | James Noble Tyner         | Indiana              | 12 de julho de 1876     | 3 de março de 1877     | Grant                                       |
| 30 |      | David M. Key              | Tennessee            | 12 de março de 1877     | 25 de agosto de 1880   | Hayes                                       |
| 31 |      | Horace Maynard            | Tennessee            | 2 de junho de 1880      | 4 de março de 1881     | Hayes                                       |
| 32 |      | Thomas Lemuel James       | Nova Iorque          | 7 de março de 1881      | 4 de janeiro de 1882   | Garfield, Arthur                            |
| 33 |      | Timothy O. Howe           | Wisconsin            | 20 de dezembro de 1881  | 25 de março de 1883    | Arthur                                      |
| 34 |      | Walter Q. Gresham         | Indiana              | 3 de abril de 1883      | 4 de setembro de 1884  | Arthur                                      |
| 35 |      | Frank Hatton              | Iowa                 | 14 de outubro de 1884   | 4 de março de 1885     | Arthur                                      |
| 36 |      | William Freeman Vilas     | Wisconsin            | 6 de março de 1885      | 6 de janeiro de 1888   | Cleveland                                   |
| 37 |      | Donald M. Dickinson       | Michigan             | 6 de janeiro de 1888    | 4 de março de 1889     | Cleveland                                   |
| 38 |      | John Wanamaker            | Pensilvânia          | 5 de março de 1889      | 4 de março de 1893     | B. Harrison                                 |
| 39 |      | Wilson S. Bissell         | Nova Iorque          | março de 1893           | 3 de abril de 1895     | Cleveland                                   |
| 40 |      | William Lyne Wilson       | Virgínia Ocidental   | 3 de abril de 1895      | 5 de março de 1897     | Cleveland                                   |
| 41 |      | James Albert Gary         | Maryland             | março de 1897           | 23 de abril de 1898    | McKinley                                    |
| 42 |      | Charles Emory Smith       | Pensilvânia          | 21 de abril de 1898     | 8 de janeiro de 1902   | McKinley, Roosevelt                         |
| 43 |      | Henry Clay Payne          | Wisconsin            | 9 de janeiro de 1902    | 4 de outubro de 1904   | Roosevelt                                   |
| 44 |      | Robert Wynne              | Nova Iorque          | 10 de outubro de 1904   | 5 de março de 1905     | Roosevelt                                   |
| 45 |      | George B. Cortelyou       | Nova Iorque          | 6 de março de 1905      | 14 de janeiro de 1907  | Roosevelt                                   |
| 46 |      | George von Lengerke Meyer | Massachusetts        | 15 de janeiro de 1907   | 4 de março de 1909     | Roosevelt                                   |
| 47 |      | Frank Harris Hitchcock    | Ohio                 | 5 de março de 1909      | 4 de março de 1913     | Taft                                        |
| 48 |      | Albert S. Burleson        | Texas                | 5 de março de 1913      | 4 de março de 1921     | Wilson                                      |
| 49 |      | Will H. Hays              | Indiana              | 5 de março de 1921      | 3 de março de 1922     | Harding                                     |
| 50 |      | Hubert Work               | Colorado             | 4 de março de 1922      | 4 de março de 1923     | Harding                                     |
| 51 |      | Harry Stewart New         | Indiana              | 4 de março de 1923      | 4 de março de 1929     | Harding, Coolidge                           |
| 52 |      | Walter Folger Brown       | Ohio                 | 5 de março de 1929      | 4 de março de 1933     | Hoover                                      |
| 53 |      | James Farley              | Nova Iorque          | 4 de março de 1933      | 1940                   | F. Roosevelt                                |
| 54 |      | Frank Comerford Walker    | Montana              | 10 de setembro de 1940  | 1945                   | F. Roosevelt, Truman                        |
| 55 |      | Robert E. Hannegan        | Missouri             | 30 de junho de 1945     | 1947                   | Truman                                      |
| 56 |      | Jesse M. Donaldson        | Illinois             | 16 de dezembro de 1947  | 1953                   | Truman                                      |
| 57 |      | Arthur Summerfield        | Michigan             | 21 de janeiro de 1953   | 1961                   | Eisenhower                                  |
| 58 |      | J. Edward Day             | Illinois             | 21 de janeiro de 1961   | agosto de 1963         | Kennedy                                     |
| 59 |      | John A. Gronouski         | Wisconsin            | 30 de setembro de 1963  | 1965                   | Kennedy, L. Johnson                         |
| 60 |      | Larry O'Brien             | Massachusetts        | 3 de novembro de 1965   | 10 de abril de 1968    | L. Johnson                                  |
| 61 |      | W. Marvin Watson          | Texas                | 26 de abril de 1968     | 20 de janeiro de 1969  | L. Johnson                                  |
| 62 |      | Winton M. Blount          | Alabama              | 22 de janeiro de 1969   | 30 de junho de 1971    | Nixon                                       |

## Diretores-gerais dos Correios subordinados ao Serviço Postal dos Estados Unidos, 1971 – presente
| #  | Foto | Nome                 | Mandato                 | Mandato                 |
| #  | Foto | Nome                 | Início                  | Término                 |
| -- | ---- | -------------------- | ----------------------- | ----------------------- |
| 62 |      | Winton M. Blount     | 1 de julho de 1971      | 1 de janeiro de 1972    |
| 63 |      | E. T. Klassen        | 1 de janeiro de 1972    | 16 de fevereiro de 1975 |
| 64 |      | Benjamin F. Bailar   | 16 de fevereiro de 1975 | 15 de março de 1978     |
| 65 |      | William F. Bolger    | 15 de março de 1978     | 1 de janeiro de 1985    |
| 66 |      | Paul N. Carlin       | 1 de janeiro de 1985    | 7 de janeiro de 1986    |
| 67 |      | Albert Vincent Casey | 7 de janeiro de 1986    | 16 de agosto de 1986    |
| 68 |      | Preston Robert Tisch | 16 de agosto de 1986    | 1 de março de 1988      |
| 69 |      | Anthony M. Frank     | 1 de março de 1988      | 6 de julho de 1992      |
| 70 |      | Marvin Travis Runyon | 6 de julho de 1992      | 16 de maio de 1998      |
| 71 |      | William J. Henderson | 16 de maio de 1998      | 1 de junho de 2001      |
| 72 |      | John E. Potter       | 1 de junho de 2001      | 6 de dezembro de 2010   |
| 73 |      | Patrick R. Donahoe   | 6 de dezembro de 2010   | 1 de fevereiro de 2015  |
| 74 |      | Megan Brennan        | 1 de fevereiro de 2015  |                         |